# Saxofridericia aculeata
Saxofridericia aculeata är en gräsväxtart som beskrevs av Friedrich August Körnicke. Saxofridericia aculeata ingår i släktet Saxofridericia och familjen Rapateaceae. Inga underarter finns listade i Catalogue of Life.